# Neotoma palatina
Neotoma palatina là một loài động vật có vú trong họ Cricetidae, bộ Gặm nhấm. Loài này được Goldman mô tả năm 1905.